# 사타케 요시하루 (1723년)

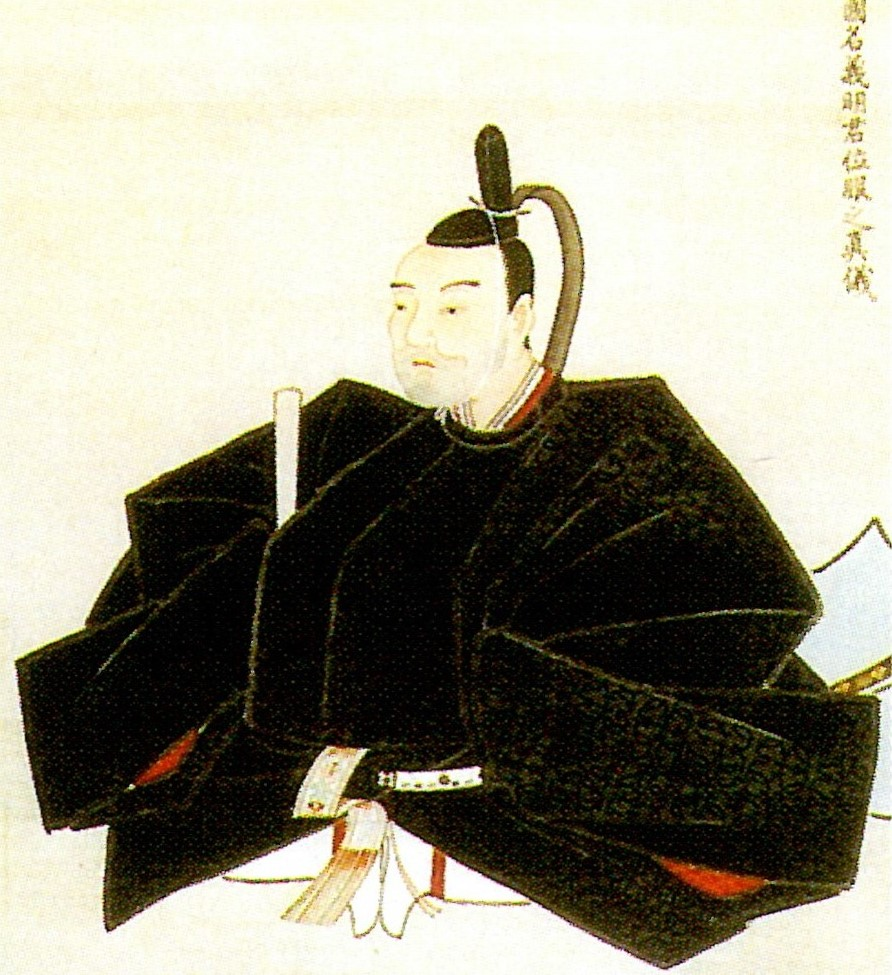
사타케 요시하루

사타케 요시하루(일본어: 佐竹義明, 1723년 12월 2일 ~ 1758년 4월 25일)는 일본 에도 시대의 다이묘로, 구보타 번의 7대 번주이다. 어릴적 이름은 엔주마루(延寿丸)이며, 통칭은 모토메(求馬)이다. 초명은 요시치카(義局)이다. 관위는 종4위하, 시종, 우쿄노다이부(右京大夫)이다.
이와사키 번주 사타케 요시미치의 맏아들로 태어났다. 겐분 2년(1737년), 요시미치의 적자로서 쇼군 도쿠가와 요시무네를 알현하였다. 호레키 3년(1753년), 구보타 번의 6대 번주 사타케 요시마사가 사망하자 양자가 되어 가문을 계승하였고, 같은 해 11월 1일에 쇼군 도쿠가와 이에시게를 알현했다. 호레키 7년(1757년), 은찰 발행을 둘러싸고 가문 내에서 분쟁이 격화되어 아키타 소동이 발생하였다. 이듬해 36세의 나이로 구보타 성에서 사망하였고, 맏아들 사타케 요시아쓰가 그 뒤를 이었다.
| 전임 사타케 요시마사 | 제7대 구보타 번 번주 1753년 ~ 1758년 | 후임 사타케 요시아쓰 |